# Mirakelbuch von Dettelbach

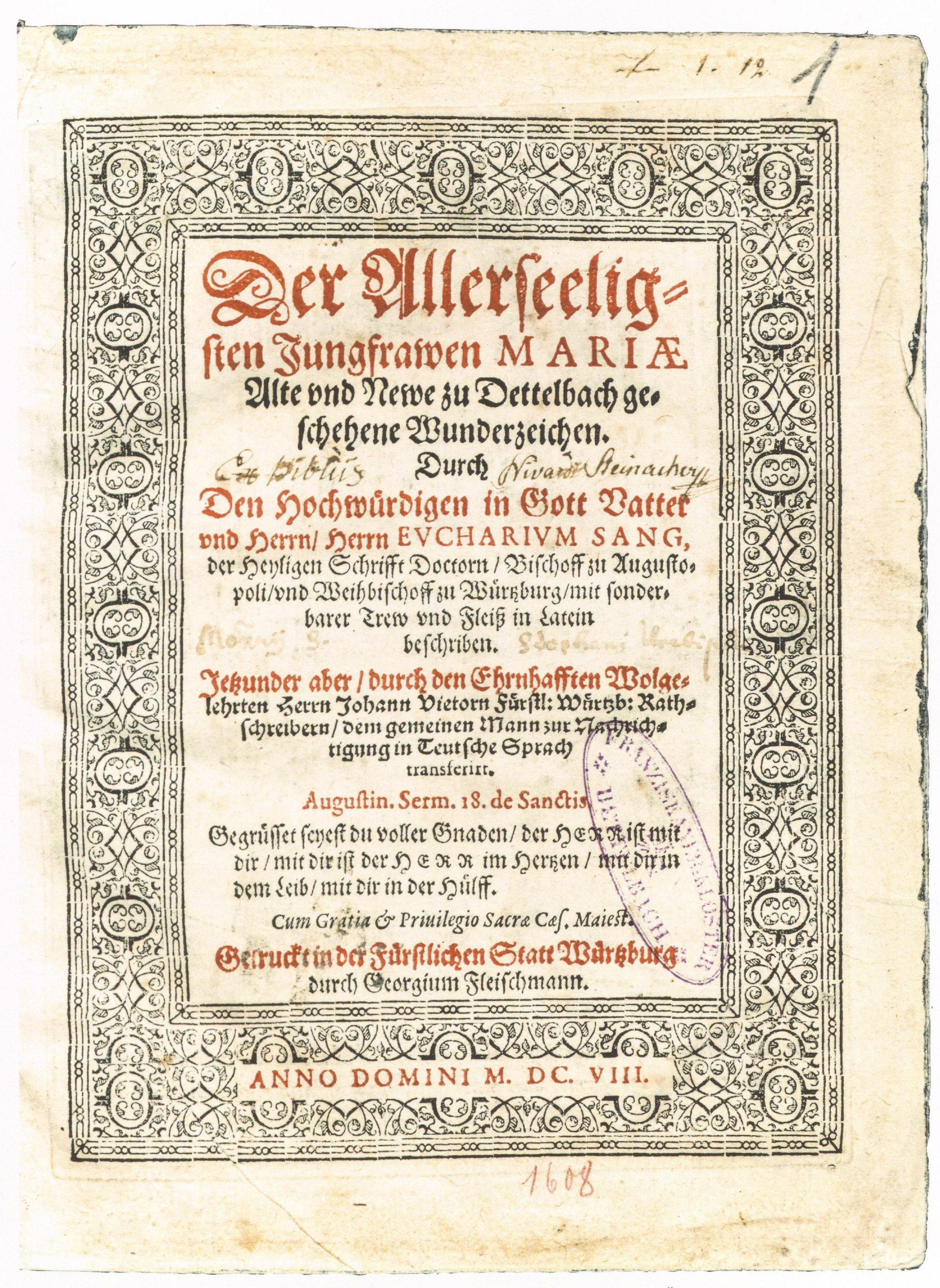
Das Titelblatt des Mirakelbuchs in der deutschen Übersetzung durch Johann Vietor

Das Mirakelbuch von Dettelbach (Kurztitel des Originals Beneficia Vetera Et Nova Divae Virginis Dettelbacensis, Kurztitel der Übersetzung Der Allerseeligsten Jungfrawen Mariae Alte und Neue zu Dettelbach geschehene Wunderzeichen) ist eine Sammlung von Wunderberichten, die in Zusammenhang mit der Wallfahrt zur Kirche Maria im Sand nahe der unterfränkischen Stadt Dettelbach stehen. Es wurde im Jahr 1607 vom Weihbischof in Würzburg, Eucharius Sang, verfasst. Eine Ausgabe wird im Museum Pilger & Wallfahrer ausgestellt und zählt zu den 100 Heimatschätzen Bayerns.

## Entstehung und Geschichte
Die Entstehung des Buches ist mit der Wallfahrt zur Kirche Maria im Sand verbunden. Im Jahr 1505 pilgerte der Tagelöhner Nikolaus Lemmerer aus Melkendorf als Erster zu einem Bildstock in den Weinbergen im Osten von Dettelbach. Er war während einer Kirchweihrauferei schwer verwundet worden und gelobte, den Bildstock mit der Pietà aufzusuchen, falls er gesunden sollte. Lemmerers Wunden heilten und er erfüllte sein Gelübde. Nachdem er die etwa 65 Kilometer nach Dettelbach zurückgelegt hatte, schlief Lemmerer zu Füßen des Stocks ein und erhielt im Traum den Auftrag, dem Dettelbacher Rat von dem Wunder zu berichten.
In der Folgezeit begannen auch bedeutende Theologen ihrer Zeit über die Wunder bei Dettelbach zu berichten. Johannes Trithemius, der Abt des Würzburger Schottenklosters, war der Erste, der die Mirakel in einem zweibändigen Werk zusammenstellte. Nach dem Beginn der Reformation erlosch die Wallfahrt zum inzwischen mit einer hölzernen Kapelle umbauten Bildstock nahezu vollständig. Erst die Bemühungen des Würzburger Fürstbischofs Julius Echter von Mespelbrunn retteten das Pilgerziel. Er besuchte 1585 selbst Dettelbach.
Durch die persönliche Förderung des obersten Würzburger Geistlichen wurde die Wallfahrt wieder gestärkt. Hierzu trug auch das Engagement der Schwester des Fürstbischofs, Magdalena Fuchs von Dornheim bei. Sie stiftete Messen und ließ Geld an arme Wallfahrer verteilen. Als Begleitmaßnahmen begannen auch regionale Autoren über die Wallfahrt zu berichten. So erschien 1602 ein Buch des Stadtschwarzacher Pfarrers und Humanisten Sigismund Wermerskirch(er).
Wesentlich bedeutsamer aber war das 1607 erschienene Werk des Eucharius Sang, das als Mirakelbuch von Dettelbach bezeichnet wird. Eucharius Sang wurde 1597 von Bischof Julius Echter zum Weihbischof in Würzburg ernannt und war als Professor an der Universität Würzburg tätig. Nebenbei betätigte er sich als Schriftsteller. Das Dettelbacher Mirakelbuch gilt als sein Hauptwerk und wurde nur ein Jahr nach seinem Erscheinen von Johann Vietor ins Deutsche übersetzt.
Mehrere Ausgaben des Mirakelbuches haben sich erhalten. In Dettelbach selbst wird im Museum Pilger & Wallfahrer eine Version als Exponat ausgestellt. Auch  die Universitätsbibliothek Regensburg besitzt ein Exemplar.

## Inhalt
Das Mirakelbuch von Dettelbach entspricht in seinem Aufbau anderen vergleichbaren Werken. Verpackt In kleine sagenhafte Geschichten werden insgesamt 75 Wunder, die sich beim Bildstock ereigneten, aufgezählt. Zwar legte Sang den Schwerpunkt auf den Gnadenort Dettelbach, er erweiterte aber auch seine Erzählung. So geht er ausführlich auf die Bedeutung der Muttergottesverehrung im Bistum Würzburg ein und war damit Teil der politischen Agenda des Fürstbischofs Julius Echter. Sang nimmt vor allem die Zeit zwischen 1505 und 1511 in den Blick.
Die generelle Abfolge der Wunder-Episoden wird anhand eines Beispiels (aus der übersetzten Version) aufgezeigt. Das 19. Kapitel im Mirakelbuch lautet: „Ein Kind so in einem Bronnen gefallen/ ward bey dem Leben erhalten.“ Das Kind einer Familie aus Effeldorf bei Dettelbach fiel 1597 in einen Brunnen. Die Mutter betete zur Muttergottes von Dettelbach und das Kind wurde nicht nur gerettet, sondern erholte sich auch von seinen Verletzungen. Nach der Geschichte ergänzte Sang weitere Begebenheiten, die sich ebenfalls in der Umgebung zugetragen haben sollen.
Neben den Einlassungen zur Wallfahrt in Dettelbach spielt auch immer wieder die konfessionelle Auseinandersetzung des beginnenden 17. Jahrhunderts eine Rolle. Sang prangert im 22. Kapitel die Überheblichkeit der Evangelischen an. Ab Kapitel 28 verlässt der Weihbischof die Wunder vollständig und setzt sich mit den Aussagen des Wallfahrt-Kritikers George Thomson, eines schottischen Theologen, auseinander. Insgesamt 44 von 130 Seiten sind der katholischen Reform unter Julius Echter von Mespelbrunn gewidmet.